# 圭亚那华人
圭亚那华人群体主要是由在19世纪被带到英属圭亚那地区的华人劳工的后代们构成。

## 历史
在1853年到1879年间，以广东人为主的14000名华人劳工来到了英属加勒比地区（英属印度），成为了更为大型的契约劳动系统的一部分，为食糖种植园而工作。这些劳工中大多数人的目的地是英属圭亚那地区（圭亚那）和特立尼达。这两个地方前者是在拿破仑战争中从荷兰人手中夺来的，后者是在1797年从西班牙人手中夺来的。比起其他的英国在加勒比地区的殖民地来，在英属圭亚那地区，他们在种植园待的时间要更长得多，这是因为零售贸易、商品蔬菜经营之类的其他的行业都被葡萄牙人垄断了，因此华人进入不了这些行业。由于几乎所有的签约移民的华人都是男子，所以他们有倾向于和东印度人与非洲人进行跨种族结合，因此，圭亚那的华人不像其他群体一样保留了明显的身体特征。这些华人劳工大多数人最初去的是英属圭亚那地区；不过，在1879年，这样的输入结束了，而华人人口也不断地下降。在20世纪60年代，华人占了圭亚那800000个总人口中的0.6个百分点（即约4800人）。
在一份详细介绍荷兰驻库尤尼官员的文件中，它提到了圭亚那印第安人出售华人奴隶给生活在埃塞奎博河沿岸的人们，并且这样的业务被允许实行。

## 文化与宗教
圭亚那华人在文化方面被描述为“几乎没中国特点”。比如说，在亲属关系领域，尽管他们承认他们间有着很宽范围的家族联系并且家族的各家各户分散在整个侨居地各处，但是他们没有宗族，没有企图追溯家系或保留住族譜，没有祖先的牌位或对祖先的崇拜，没有共用的墓地。这里没有中文报纸，也没有教授汉语和中国文化，或者有着其他的正式的中国教育特征的中文学校。这里没有唐人街，也没有华人业务集中区。
这些华人，包括那些生于中国的人，很快皈依了基督教。在1891年，多数人已成为了英國國教徒，还有许多人已成为了天主教徒。除了这两个大型的宗派，还有一些人成为了長老會教徒、卫理公会教徒，等等。

## 著名人物
- 钟亚瑟：圭亚那总统。
- 張有興：香港政治人物、商人，九歲左右從圭亞那移民至香港。曾任立法局議員、市政局主席等職務。
- 喬納森·傅：板球运动员。

## 扩展阅读
- Hall, Laura Jane, , Ph.D. dissertation, Berkeley: University of California, 1995, OCLC 34438537
劳拉·简·霍尔, , 哲学博士论文, 伯克利: 加利福尼亚大学, 1995年, OCLC 34438537
- Moore, Brian L., , Johnson, Howard  (编), , Routledge: 41–56, 1988, ISBN 978-0-7146-3357-2
布赖恩·L·摩尔, , 霍华德·约翰逊  (编), , 劳特利奇出版社: 41–56, 1988年, ISBN 978-0-7146-3357-2